# Beaubray
Beaubray – miejscowość i gmina we Francji, w regionie Normandia, w departamencie Eure.
Według danych na rok 1990 gminę zamieszkiwały 254 osoby, a gęstość zaludnienia wynosiła 16 osób/km² (wśród 1421 gmin Górna Górnej Normandii Beaubray plasuje się na 652. miejscu pod względem liczby ludności, natomiast pod względem powierzchni na miejscu 116.).